# Rockabilly
Rockabilly er en musikgenre som opstod i USA i 1950'erns som en blanding af country (hillbilly) og rhythm & blues, med udpring i jump blues og western swing. For dens tilblivelse krediteres oftest Elvis Presley, som måske ikke var den første, der således pepper countrymusikken op, men han gør det på en ny, sexet måde – der skabte røre og mistro i det konservative country-miljø.
Instrumenteringen i rockabilly er simpel, gerne blot to guitarer og en gulvbas. Senere kommer også trommer, klaver og saxofon til. Sangeren må gerne stønne, hikke og sukke – og så gør det selvfølgelig heller ikke noget, hvis han kan præstere nogle sexede hoftevrik! Med rockabilly blev country'ens traditionelle hovedinstrumenter – violin og banjo – dømt gammeldags, og rockabilly'ens popularitet blev en alvorlig trussel mod Nashvilles gudfrygtige country og bluegrass' bagudstræbende lyd.
Rockabillys glansperiode var dog kort (sidste halvdel af 1950'erne). Presleys militærtjeneste, Jerry Lee Lewis' skandalebryllup og Buddy Hollys og Eddie Cochrans dødsfald får en del af skylden, men ikke mindst 'The British invasion' med The Beatles i spidsen bliver rockabillys død, idet det nyetablerede rockpublikum flytter sig herover. Stilen bliver dog genoplivet flere gange, til fordel for bl.a. Brian Setzers Stray Cats.
Rockabilly lader sig vanskeligt skelne fra rock'n'roll. Man kan dog sige, at rockabilly-kunstnerne har country som udgangpunkt, og det er via rockabilly, at rock'n'roll får det hvide publikum i tale. Det er ikke førhen lykkedes for sorte rock'n'roll-kunstnere som Fats Domino eller Chuck Berry.
Af danske rockabilly grupper bør bl.a. nævnes The Jime, der har opnået international anerkendelse, The Alligators, Grumpynators, Taggy Tones og Wild Wax Combo, der de senere år har spillet på samtlige af verdens største rockabilly træf.